# شارة المطابقة الخليجية

شعار شارة المطابقة الخليجية.

شارة المطابقة الخليجية تُعرف أيضًا باسم G-mark هي علامة اعتماد تُستخدم للإشارة إلى المنتجات التي تتوافق مع جميع اللوائح الفنية لمجلس التعاون الخليجي. وهذا يعني أن المنتجات التي تحمل علامة G تفي بجميع متطلبات اللوائح الفنية المقابلة وقد اجتازت جميع إجراءات تقييم المطابقة. تم تقديم العلامة في مسقط بتاريخ 24 مايو 2009م.
تعد الشارة إحدى الوسائل الرئيسية لتقليص العوائق الفنية للتجارة وتسهيل الحركة الحرة للسلع عبر الحدود لدول مجلس التعاون لدول الخليج العربية. وهي في تكوينها شارة وليست علامة جودة، وتدلل على مطابقة المنتجات على الأقل للمتطلبات الأساسية الخاصة بالصحة والسلامة والبيئة. ووضع شارة المطابقة الخليجية يعد أمرًا ملزمًا لفئات المنتجات التي يصدر بشأنها لوائح فنية خليجية للتحقق من المطابقة وكان من أولويات هذه الفئات لعب الأطفال والأجهزة الكهربائية منخفضة الجهد. تحدد اللوائح الفنية الخليجية إجراءات التحقق من المطابقة التي يتم تنفيذها سواء بواسطة الصانع أو بواسطة الجهات المقبولة كطرف ثالث يتم الاستعانة به لتنفيذ إجراءات التحقق من المطابقة التي يشار إليها في اللوائح المعنية بكل فئة من المنتجات.
تعتبر شارة المطابقة الخليجية بمثابة جواز عبور للمنتجات للأسواق الخليجية حيث تعد أداةً لموظفي الجمارك والمنافذ الحدودية لمعرفة السلع المطابقة للوائح الفنية الخليجية الخاصة بتلك المنتجات لسهولة فسحها بدلاً من إخضاعها لإجراءات اختبار وتفتيش تستلزم وقتاً محسوباً على المستورد والجهات التنفيذية على حدٍ سواء. كما أنها عوناً لموظفي مسح الأسواق للتأكد من مطابقة السلع المعروضة في السوق الخليجية المشتركة للوائح الفنية الخليجية الخاصة بها وفقاً لإجراءات واشتراطات حددتها لائحة شارة المطابقة الخليجية والتي قامت هيئة التقييس لدول مجلس التعاون لدول الخليج العربية باعتمادها ونشرها عبر موقعها الإلكتروني.